# Molpré
Molpré foi uma comuna francesa na região administrativa de Borgonha-Franco-Condado, no departamento de Jura. Estendia-se por uma área de 2,73 km². Em 2010 a comuna tinha 24 habitantes (densidade: 8,8 hab./km²).
Em 1 de janeiro de 2016, passou a formar parte da nova comuna de Mièges.